# Reacție Quelet
Reacția Quelet (denumită și reacție Blanc-Quelet) este o reacție organică de cuplare a unui ester fenolic cu o aldehidă alifatică, cu formarea unui derivat α-cloroalchilic. Este un exemplu de reacție ce are un mecanism de tip substituție electrofilă aromatică. A fost denumită după R. Quelet, care a raportat reacția pentru prima dată în anul 1932, și este similară cu reacția de clorometilare Blanc.
Reacția are loc în mediu puternic acid, acidul clorhidric fiind catalizatorul procesului. Clorura de zinc poate fi utilizată pe post de catalizator în cazul în care funcția eterică este dezactivată. Reacția este folositoare pentru obținerea unor compuși substituiți în poziția para, dar se pot obține și compuși substituiți în orto dacă poziția para este blocată cu unele grupe funcționale.